# Bitwa pod Majram
Bitwa pod Majram (Bitwa pod Meiram) wybuchła 26 maja 2009 między koczowniczymi plemionami Rizeigat i Misseriya.

## Tło
Konflikt pomiędzy plemionami nomadów narastał z powodu kurczących się zasobów naturalnych. Plemiona rywalizowały ze sobą o miejsca na pastwiska dla zwierząt, a także o wodę pitną. Obszar Kordofanu Południowego został także dotknięty suszą. W 2005 roku na tym terenie skończyła się długa wojna domowa. Ponadto rejon był zdestabilizowany konfliktem w Darfurze.

## Walki
Drobne walki wybuchały już na początku 2009 roku. W wyniku nich zginęło ok. 900 cywilów. Do dużego starcia doszło 26 maja 2009, kiedy to 3000 bojowników na koniach z plemienia Rizeigat zaatakowała Misseriya pod wsią Majram. Podczas bitwy interweniowała sudańska policja, która utworzyła strefę buforową między plemionami. W bitwie zginęło 89 zaatakowanych bojowników Misseriya, 80 jeźdźców Rizeigat oraz 75 policjantów.

## Reakcje
Sudański minister spraw wewnętrznych, Ibrahim Mahmoud Hamad zobowiązał się to postanowienia agresorów przed trybunałem sprawiedliwości. Powiedział, że potrzebne jest podjęcie kroków, które na celu miałyby rozbrojenie ludności plemiennej. Misja ONZ w Sudanie wszczęła dochodzenie ws. walk. Sudańskie władze poprosiły plemiona, by przeniosły się na odległość co najmniej 5 km od siebie, by zapobiec nowym walkom. Mimo to sytuacja pozostaje napięta.